# سانان سلیمانوف
سانان سلیمانوف (به ترکی آذربایجانی: Sənan Süleymanov،  زادهٔ ۱۵ دسامبر ۱۹۹۶) یک کشتی‌گیر فرنگی‌کار اهل کشور جمهوری آذربایجان است. وی سابقه حضور در المپیک ۲۰۲۴ پاریس را دارد.
از افتخارات وی می‌توان به کسب دو مدال نقره قهرمانی کشتی جهان ۲۰۲۱ و قهرمانی کشتی جهان ۲۰۲۳ اشاره کرد.

## فعالیت حرفه‌ای

### قهرمانی کشتی جهان ۲۰۲۱
سلیمانوف در وزن ۷۷ کیلوگرم کشتی فرنگی قهرمانی کشتی جهان ۲۰۲۱ اسلو شرکت کرد، او در این مسابقات کایراتبک توگولبایف از قرقیزستان، دالر رضازاده از تاجیکستان، رولاند شوارز از آلمان و تسیمور بردیو از بلاروس را شکست داد و به فینال رسید. وی در دیدار نهایی به رومن ولاسوف از روسیه باخت و به مدال نقره رسید.

### قهرمانی کشتی جهان ۲۰۲۳
سلیمانوف در وزن ۷۷ کیلوگرم کشتی فرنگی قهرمانی کشتی جهان ۲۰۲۳ بلگراد شرکت کرد، او در این مسابقات جانی سارکینن از فنلاند، کمال بی از آمریکا، الکساندرین گوتو از مولداوی، دیمیو ژادرایف از قزاقستان و مالخاس آمویان از ارمنستان را شکست داد و به فینال رسید. وی در دیدار نهایی به آکژول محموداف از قرقیزستان باخت و به مدال نقره رسید.

### المپیک ۲۰۲۴ پاریس
سلیمانوف در وزن ۷۷ کیلوگرم کشتی فرنگی المپیک ۲۰۲۴ پاریس حاضر بود که با شکست هایک مناتساکانیان از بلغارستان و زولتان لوای از مجارستان به مرحله نیمه نهایی رسید اما در این مرحله مقابل دیمیو ژادرایف از قزاقستان شکست خورد و به دیدار رده‌بندی رفت. او در این مرحله نیز مقابل آکژول محموداف از قرقیزستان بازی را واگذار کرد و پنجم شد.  